# Ajmak uwski
Ajmak uwski (mong. Увс аймаг) – jeden z 21 ajmaków w Mongolii, znajdujący się w północno-zachodniej części kraju. Stolicą ajmaku jest Ulaangom.
Utworzony w 1931 roku ajmak obejmuje powierzchnię 69 600 km² i składa się z 19 somonów. Graniczy z Rosją. Gospodarka oparta na wydobyciu węgla kamiennego i brunatnego oraz przemyśle drzewnym. W rolnictwie hodowla zwierząt oraz uprawa zbóż i warzyw, głównie ziemniaka.
Liczba ludności w poszczególnych latach:
| 1979   | 1989   | 2000   | 2010   |
| ------ | ------ | ------ | ------ |
| 72 000 | 84 000 | 90 037 | 72 906 |